# 부흘롱제넷
부흘롱제넷(Genetta bourloni)은 사향고양이과에 속하는 제넷고양이의 일종이다. 상부 기니 산림에서 서식하는 작은 육식 동물이다. 29점의 표본만이 알려져 있으며, 2003년에 제넷속으로 기술되었다. IUCN 적색 목록에 관심대상 종(LC, Least Concern Species)으로 지정되어 있다.